# Lactarius eucalypti
Lactarius eucalypti é um fungo que pertence ao gênero de cogumelos Lactarius na ordem Russulales. Encontrado na Austrália, foi descrito cientificamente por O. K. Mill. e R. N. Hilton em 1987.